# Rue Paul-Adam
La rue Paul-Adam est une voie de la commune de Reims, située au sein du département de la Marne, en région Grand Est.

## Situation et accès
La rue Paul-Adam appartient administrativement au quartier Centre Ville et permet de joindre la rue du Jard avec la rue de Venise.
La voie est à double sens.

## Origine du nom
Elle porte le nom de l'écrivain français et critique d'art Paul Adam (1862-1920).

## Historique
Ancienne « rue Petit-Roland » elle prend sa dénomination actuelle en 1924.